# 成木村
成木村（なりきむら）は、東京都西部の西多摩郡に属していた村である。

## 地理
現在の青梅市の北部に位置する。現在の青梅市成木1 - 8丁目にあたる地域。
- 山岳：黒山、岩茸石山、高水山
- 河川：成木川、北小曽木川

## 歴史

### 村域の変遷
- 1889年（明治22年）4月1日 - 町村制施行により、上成木村下分、上成木村上分、下成木村上分、下成木村下分、北小曽木村が合併し神奈川県西多摩郡成木村が成立する。
- 1893年（明治26年）4月1日 - 西多摩郡が南多摩郡、北多摩郡とともに東京府へ編入する。
- 1943年（昭和18年）7月1日 - 東京都制施行。
- 1955年（昭和30年）4月1日 - 吉野村、三田村、小曽木村とともに青梅市へ編入され、消滅。

変遷表
| 1868年 以前 | 1868年 以前  | 明治22年 4月1日 | 昭和30年 4月1日 | 現在   |
| ----------- | ------------ | --------------- | --------------- | ------ |
|             | 上成木村上分 | 成木村          | 青梅市 に編入   | 青梅市 |
|             | 上成木村下分 | 成木村          | 青梅市 に編入   | 青梅市 |
|             | 下成木村上分 | 成木村          | 青梅市 に編入   | 青梅市 |
|             | 下成木村下分 | 成木村          | 青梅市 に編入   | 青梅市 |
|             | 北小曽木村   | 成木村          | 青梅市 に編入   | 青梅市 |

## 大字
- 上成木上分（かみなりきかみぶん） - 現在の成木6,7丁目[2]
- 上成木下分（かみなりきしもぶん） - 現在の成木3,4,5丁目
- 下成木上分（しもなりきかみぶん） - 現在の成木2丁目
- 下成木下分（しもなりきしもぶん） - 現在の成木1丁目
- 北小曽木（きたおそき） - 現在の成木8丁目

## 行政
歴代村長
- 木崎雄蔵（兼収入役） 1889年5月 - 1896年7月[3]
- 佐藤谷五郎（兼収入役） 1896年8月 - 1897年9月[3]
- 中島佐助 1897年11月 - 1898年12月[3]
- 木崎浦八 1899年1月 - 1903年1月[3]
- 井上五右衛門 1903年2月 - 1904年3月[3]
- 野村安五郎 1904年4月 - 1908年4月[3]
- 木崎平六 1908年6月 - 1910年10月[3]
- 西村忠之助 1910年12月 - 1913年3月[3]
- 野崎真一 1913年4月 - 1914年6月[3]
- 井上峯正 1914年7月 - 1923年5月[3]
- 阿部善次郎 1923年8月 - 1927年8月[3]
- 中島重兵衛 1927年8月 - 1945年4月[3]
- 井上一二 1945年4月 - 1946年11月[3]
- 木崎茂男 1947年3月 - 1951年3月[3]
- 木崎鉄一郎 1951年4月 - 1955年3月[4]

歴代助役
- 野崎大助（兼収入役） 1889年5月 - 1893年5月[3]
- 市川平三郎 1893年7月 - 12月[3]
- 西村十兵衛 1894年2月 - 1897年2月[3]
- 中島佐助 1897年2月 - 11月[3]
- 木崎浦八（兼収入役） 1897年12月 - 1899年1月[3]
- 野村安五郎（兼収入役） 1899年2月 - 1903年2月[3]
- 阿部直次郎（兼収入役） 1903年3月 - 1905年4月[3]
- 山田常吉（兼収入役） 1905年5月 - 7月[3]
- 西村忠之助（兼収入役） 1905年9月 - 1910年12月[3]
- 野崎真一 1911年2月 - 1913年4月[3]
- 井上峯正 1913年5月 - 1914年7月[3]
- 阿部善次郎 1914年9月 - 1918年9月[3]
- 木崎浦八 1918年10月 - 1922年10月[3]
- 武藤伊之助 1922年10月 - 1927年8月[3]
- 山田富造 1927年9月 - 1933年4月[4]
- 武藤伊之助 1933年12月 - 1937年12月[4]
- 山田茂男 1937年12月 - 1939年7月[4]
- 吉崎俊三 1939年10月 - 1941年9月[4]
- 武藤十郎 1941年12月 - 1945年9月[4]
- 木崎茂男 1945年9月 - 1947年3月[4]
- 武藤信一 1947年5月 - 1948年8月[4]
- 中島重郎 1948年9月 - 1950年3月[4]
- 清水六郎 1950年3月 - 1955年3月[4]

## 人口・世帯

### 人口
総数 [単位： 人]
| 1913年（大正2年）  | 3,920 |
| 1920年（大正9年）  | 3,172 |
| 1925年（大正14年） | 3,213 |
| 1930年（昭和5年）  | 3,123 |
| 1935年（昭和10年） | 3,028 |
| 1940年（昭和15年） | 3,052 |
| 1947年（昭和22年） | 3,582 |
| 1950年（昭和25年） | 3,547 |

### 世帯
総数 [単位： 世帯]
| 1913年（大正2年）  | 507 |
| 1920年（大正9年）  | 571 |
| 1925年（大正14年） | 594 |
| 1930年（昭和5年）  | 601 |
| 1935年（昭和10年） | 581 |
| 1940年（昭和15年） | 576 |